# Martin Debus
Martin Debus (* 25. April 1966 in Swakopmund, Südwestafrika) ist deutscher Theaterregisseur und Schauspieler.
Debus inszenierte an verschiedenen deutschen Bühnen und lebt seit 1996 in Berlin. Seit 2008 leitet er die Agentur Gesichter.

## Inszenierungen
- 2001/2002: Hasch mich, Genosse!, am Gerhart Hauptmann Theater Zittau, Autor: Ray Cooney
- 2004: Feuchte Schritte ins Paradies oder Komm, liebe Kulturhauptstadt, komm, Autor: Ronald Granz
- 2005/2006: Wildwasser, Sommertheater nach einer mittelalterlichen Erzählung von Karl May auf der Burg Ziesar

### Hans-Otto-Theater Potsdam
- 1997/2000: Indien von Josef Hader und Alfred Dorfer
- Was kann der Sigismund dafür, dass er so schön ist?, Lieder und Texte der 20er Jahre
- Flüchtlingsgespräche und andere Texte aus dem Exil von Bertolt Brecht
- Ungeduscht, gedutzt und ausgebuht! szenische Lesung mit Texten von Max Goldt
- 1997: Hinkemann von Ernst Toller (Theater Stückwerk Berlin)

### Staatstheater Braunschweig
- 1995: Die Troerinnen nach Euripides, Theater im Schoko-Laden Berlin
- 1996: Der Pelikan von August Strindberg, Theater Narrenspiegel Berlin
- 1996/97: Helden wie wir von Thomas Brussig